# 겨울 미리내
"겨울 미리내"는 1992년에 개봉한 대한민국의 영화이다.

## 캐스팅
- 박세준 : 건우 역
- 신윤정 : 세희 역
- 윤철형 : 철민 역
- 최우준
- 신영화
- 김경진
- 서현숙
- 박은숙
- 김현아
- 김기종
- 김기범
- 문미봉
- 박예숙
- 강영
- 강성아
- 김성자
- 문춘희
- 정희영
- 김미정
- 이삼룡
- 이명진
- 이학구
- 노승용
- 유홍영
- 박태경
- 김삼진
- 김정희
- 김려민
- 김해숙 (특별출연) : 세희의 계모
- 김남일 (특별출연)
- 김영인 (특별출연)